# Ekari
 Gli Ekari, anche chiamati Ekagi, Kapauku o Mee, sono un gruppo etnico che vive sugli altipiani della provincia indonesiana di Papua, sull'isola di Nuova Guinea, in particolare nella zona dei laghi Paniai. Gli individui di questa popolazione chiamano sé stessi Me, che nella loro lingua significa “la gente”.

## Storia
Rimasti isolati per millenni sugli altipiani della Nuova Guinea, con una tecnologia rimasta all'età della pietra, gli Ekari non hanno avuto contatti con il mondo occidentale prima del 1935, quando il missionario Tillemans prese contatto con alcuni capi locali. Due anni più tardi un funzionario del governo coloniale olandese, Writser Jans Cator, raggiunse il villaggio di Enarotali per stabilirvi un posto di polizia, divenuto più tardi un bersaglio per la resistenza indigena. Al termine della seconda guerra mondiale si installarono nella zona alcune missioni cristiane, osteggiate nei primi tempi da buona parte degli Ekari. Dopo la breve occupazione giapponese, il ritorno della polizia olandese fece esplodere alcune rivolte che furono facilmente represse; la superiorità tecnologica delle armi in possesso dei funzionari coloniali e il lavoro dei missionari portarono una serie di grandi cambiamenti socio-culturali nella società degli Ekari, ai quali questi reagirono anche attraverso l'adesione a movimenti spirituali che hanno inglobato alcune nozioni cristiane all'interno della religione tradizionale.

## Cultura
Al tempo dell'incontro con gli occidentali, gli Ekari utilizzavano strumenti in pietra, legno ed osso; le attività principali di sussistenza erano la coltivazione della patata dolce e l'allevamento dei maiali. Gli uomini indossavano un astuccio penico, mentre le donne si coprivano con gonnellini di corteccia essiccata di alberi non presenti nelle vicinanze, che i loro familiari maschi si occupavano di fornire loro.

## Lingua
La lingua Ekari è inserita nel raggruppamento di famiglie trans-Nuova Guinea, e più precisamente nella famiglia delle lingue dei laghi Wissel-Kemandoga, assieme ad altri idiomi come il Moni e il Wolani. Si stima che la lingua sia parlata da circa 100000 persone.